# Ariston de Chios
Pour les articles homonymes, voir Ariston.
Ariston de Chios, ou Ariston le Chauve (en grec ancien : Ἀρίστων ὁ Χίος ou ὁ Φάλανθος), était un philosophe stoïcien, né vers la fin du IVe siècle av. J.-C., originaire de Chios. Il était chauve, particularité qui lui valut son surnom de Phálanthos, et mourut, dit-on, d'une insolation.
Très parcellaires, les informations biographiques sur Ariston de Chios proviennent, pour l'essentiel, des Vies, doctrines et sentences des philosophes illustres de Diogène Laërce. Ce recueil biographique et doxographique du IIIe siècle de notre ère traite de lui à plusieurs reprises : d'abord dans une courte Vie, puis, par intermittence, dans la Vie de Zénon et la Vie de Cléanthe.

## Biographie
Ariston naît à Chios d'un père nommé Miltiadès. Il se rend à Athènes pour étudier auprès de Zénon de Kition, fondateur de l'école stoïcienne en 301 av. J.-C. ; il y fréquente notamment Cléanthe. Il paraît doué d'une certaine facilité d'élocution : il fait « de longs discours sans grand talent naturel, parfois même avec précipitation et témérité ». Zénon critique sévèrement cette rhétorique brouillonne (« Il faut croire que ton père était ivre quand il t'a engendré ») et appelle Ariston un bavard, « lui-même parlant avec concision ». D’après le livre III des Silles, poème du Sceptique Timon de Phlionte, Ariston de Chios se fit le flatteur du philosophe Persaios de Kition à l'époque où celui-ci vivait à la cour du roi Antigone Gonatas. On le surnommait « la Sirène » : il semble qu'il ait su persuader les foules, car le même Timon, toujours dans ses Silles, le dit « attirant par sa séduction ». Il tint une école à succès qui ne dura guère ; il eut notamment pour élèves l'illustre astronome et géographe Ératosthène de Cyrène, un certain Miltiadès et le poète comique Diphile, dits les « Aristonéens ». Il enseignait au gymnase athénien du Cynosarges (DL VII, 161), véritable « quartier général » des Cyniques, ce qui prouve sa proximité avec ceux-ci.
La mort d'Ariston a inspiré une épigramme satirique à Diogène Laërce :
Pourquoi Ariston, âgé et chauve,

As-tu donné au soleil ton front à rôtir ?

Eh bien, en cherchant la chaleur plus qu'il ne fallait,

C'est le froid Hadès qu'en vérité tu as trouvé sans le vouloir.

Ariston de Chios rapporte un jugement de Théophraste sur Démade. On lui demandait ce qu’il pensait de Démosthène : « Il est digne de sa ville » répondit Théophraste. « Et Démade ? — Il est au-dessus de sa ville ».

## Physique et logique
Ariston jugeait la physique et la logique non seulement superflues, mais encore contradictoires. Selon lui, la physique nous dépasse et la logique ne nous concerne pas. Diogène Laërce lui fait résumer ainsi sa position : « Les arguments dialectiques ressemblent à des toiles d'araignées, qui témoignent de beaucoup d'art, mais ne servent à rien ».

### Le sage n'a jamais de représentations fausses
Ariston combattit le scepticisme de l'Académie d'Arcésilas de Pitane. Il tenait à la thèse zénonienne selon laquelle le sage, homme « sans opinion » (ἀδόξαστος / adóxastos) — c'est-à-dire échappant à la doxa —, n'est jamais sujet aux représentations fausses. Persaios de Kition, disciple de Zénon de Kition, mit cette prétention d'Ariston à l'épreuve en lui faisant remettre un objet par un jumeau, et en le faisant reprendre par l'autre. Ariston hésita, et Persaios tint cela pour une réfutation.

## Éthique
Aux yeux d'Ariston, seule compte l'éthique ; cette restriction du champ philosophique est également prônée par les Cyniques.

### Négation des «préférables»
Ariston tire des conclusions strictes de l'affirmation selon laquelle il n'y a de bon que la vertu, et de mauvais que le vice. Il en déduit que seuls les vices doivent être évités et que seules les vertus doivent être recherchées, et qu'il faut être indifférent à l'égard de tout ce qui n'a rapport ni au vice, ni à la vertu : richesses, honneurs, pauvreté, vindicte publique etc., car ces choses ne sont ni préférables, ni à éviter (contrairement à ce qu'affirmait Zénon de Kition) : elles n'ont aucun rapport ni avec la vertu, ni avec le vice. Le sage peut bien feindre extérieurement d'être affecté de joie ou de tristesse pour des choses indifférentes, mais il ne doit pas intérieurement en être affecté : « Le sage est comme le bon acteur qui joue son rôle comme il convient, qu'il prenne le masque de Thersite ou celui d'Agamemnon ». En d'autres termes, ce qui est intermédiaire entre la vertu et le vice relève de l'indifférent, tous les indifférents se valent et, au fond, ne valent rien ou pas grand-chose. Ariston traite tous les « indifférents » (adiaphora) en bloc et refuse de faire la moindre distinction entre eux. Cette doctrine de l'indifférence (adiaphoria), qu'il partage avec les Cyniques, l'amène à rompre avec le stoïcisme orthodoxe, représenté par la théorie zénonienne des « préférables ». La rupture eut lieu du vivant même de Zénon, donc avant 262 av. J.-C.. Ariston vit le Stoïcien Hérillos de Carthage se rallier à ses vues. L'évolution d'Ariston est, selon Dioclès de Magnésie cité par Diogène Laërce, liée à (voire « conséquence de ») son rapprochement avec le Platonicien Polémon (mort au plus tard en 269 av. J.-C.), qui lui aussi faisait porter son enseignement sur la seule éthique.
Évidemment récusé par les Stoïciens de stricte obédience, l'indifférentisme d'Ariston fut plus tard l'objet des vives critiques de Cicéron, qui chercha systématiquement à l'assimiler au scepticisme et qu'il accusa de rendre la vertu inaccessible : « En voulant que tout fût dans la vertu seule, au point de la dépouiller entièrement du pouvoir d'opérer une sélection parmi les choses, et de ne lui donner aucune occasion de se produire, ni objet où s'appliquer, c'est la vertu même — cette vertu qu'ils embrassaient avec passion —, qu'ils (= Pyrrhon et Ariston) ont fait disparaître ».

### Refus des maximes
Ariston estime que formuler des maximes n'est pas d'un philosophe, mais d'un précepteur (paedagogus). Aussi l'art de forger des maximes ne relève-t-il pas pour lui de l'éthique, non plus que de la philosophie.

### Unicité de la vertu
Contrairement à Zénon de Kition, Ariston n'admet pas la pluralité des vertus. La vertu est une, et le courage, la tempérance etc. ne sont que des manières différentes de considérer la vertu, réalité unique.

### Une comparaison parlante
Plutarque, dans son Dialogue sur l'amour, cite un extrait d'Ariston (probablement notre philosophe) disant que la beauté du corps reflète la beauté de l'âme comme une belle chaussure révèle la beauté du pied.

## Représentations artistiques
Il n'existe aucune iconographie certaine d'Ariston. Une statue de philosophe assis du palais Spada de Rome pourrait le représenter. Elle porte la mention ΑΡΙΣΤ[…]Σ qui a été restituée par Karl Schefold en Ariston de Chios. Richter estime cependant que d'autres restitutions sont possibles, telles qu'Aristote ou Aristippe. Une seconde représentation, toujours évoquée par Schefold, paraît encore plus douteuse : faute de mention elle pourrait illustrer n'importe quel philosophe stoïcien.

## Œuvres
Diogène Laërce fait état de quinze ouvrages ; selon Panétios de Rhodes et Sosicrate, la quasi-totalité des œuvres attribuées à Ariston de Chios, seraient en fait d'Ariston de Céos (DL VII, 163, p. 886), assertion qui semble combattue par Philodème de Gadara, philosophe épicurien qui critiqua les thèses d'Ariston de Céos dans Des Poèmes. Notre Ariston pourrait donc n'être l'auteur que d'une (faible ?) partie des quinze œuvres suivantes :
- Προτρεπτικοί (Protreptiques, en deux livres)
- Περὶ τῶν Ζήνωνος δογμάτων (Sur les doctrines de Zénon)
- Διάλογοι (Dialogues)
- Σχολαί (Cours, en six livres)
- Περὶ σοφίας (Entretiens sur la sagesse, en sept livres)
- Ἐρωτιϰαὶ διατριϐαί (Entretiens sur l'amour)
- Ὑπομνήματα ὑπὲρ ϰενοδοξίας (Notes sur la vaine gloire)
- Ὑπομνήματα (Notes, en vingt-cinq livres)
- Ἀπομνημονεύματα (Souvenirs, en trois livres)
- Χρεῖαι (Chries, en onze livres)
- Πρὸς τοὺς ῤήτορας (Contre les rhéteurs)
- Πρὸς τὰς Ἀλεξίνου ἀντιγραφάς (Contre les réfutations d'Alexinos)
- Πρὸς τοὺς διαλεκτικούς (Contre les dialecticiens, en trois livres)
- Πρὸς Κλεάνθην (Contre Cléanthe)
- Ἐπιστολαί (Lettres, en quatre livres)

#### Sources antiques
- Diogène Laërce, Vies, doctrines et sentences des philosophes illustres [détail des éditions] (lire en ligne) (VII, 160-164 : « Vie d'Ariston de Chios »).
- Cicéron, Des termes extrêmes des biens et des maux (De finibus bonorum et malorum), livres II, III, IV et V.
- Sénèque, Lettres à Lucilius, Lettres 89 et 94.

#### Études
- Christian Guérard, « Ariston de Chios », dans Richard Goulet (dir.), Dictionnaire des philosophes antiques, t. 1, Paris, CNRS, 1994, p. 400-404. .
- Joseph Moreau, « Ariston et le stoïcisme », Revue des études anciennes, vol. 50, nos 1-2,‎ 1948, p. 27-48 (lire en ligne, consulté le 30 mai 2020).
- (de) Karl Schefold, Die Bildnisse der antiken Dichter, Redner und Denker, Bâle, 1943
- (en) G. M. A. Richter, The Portraits of the Greeks, Londres, 1965
- (it) Anna Maria Ioppolo, Aristone di Chio e lo Stoicismo antico, Naples, Bibliopolis, 1980